# ماتئوش کودوا
ماتئوش کودوا (لهستانی: Mateusz Kudła؛ تلفظ لهستانی: [maˈtɛuʂ ˈkudwa]؛ زادهٔ ۱۶ سپتامبر ۱۹۹۱) یک کارگردان فیلم، روزنامه‌نگار، و تهیه‌کننده فیلم است. وی از سال ۲۰۱۰ میلادی تاکنون مشغول فعالیت بوده‌است.
از فیلم‌ها یا مجموعه‌های تلویزیونی که وی در آن‌ها نقش داشته است می‌توان به امانت‌دار اشاره نمود.